# Julius Zeyer
Julius Zeyer (ur. 26 kwietnia 1841 w Pradze, zm. 29 stycznia 1901 tamże) – czeski poeta, prozaik i dramatopisarz okresu modernizmu, przedstawiciel dekadentyzmu w literaturze czeskiej. Członek pisarskiej grupy skupionej wokół czasopisma „Lumír”.

## Biogram
Ród Zeyerów przybył do Czech z Alzacji w czasach Wielkiej rewolucji francuskiej. Ojciec Zeyera był praskim mieszczaninem i kupcem. Matka pochodziła ze staropraskiej rodziny żydowskiej.
Julius Zeyer miał przejąć firmę ojca, ale postanowił zostać poetą i podróżnikiem. Utrzymywał bliskie kontakty z pisarzami polskimi, był zwłaszcza częstym gościem w środowiskach rusofilów.

## Twórczość
W literaturze czeskiej twórczość Zeyera należy do oryginalnych i pozostaje poza sklasyfikowanymi nurtami literackimi. Zeyer w pełni zasługuje na miano twórczej indywidualności swoich czasów.
Pisał rzadko, głównie drobne wiersze liryczne oraz liryczno-epickie (Poezie, 1884; Nové básně, 1907). Tradycję czeskiej twórczości narodowej kontynuował cyklem wierszy Vyšehrad (1878). Cykl ten doczekał się trzech wydań jeszcze za życia autora.
Natomiast parafrazy epiki starofrancuskiej Karolinská epopeja (1896), sag staroislandskych V soumraku bohů (1898) przeszły prawie niezauważone, a także liryczny heroiczny epos Olgerd Gejštor (1868), w którym świętował dumny naród litewski.
Nieco popularności przysporzyły mu liryczno-epickie opowiadania (Ondřej Černyšev, 1876; Grizelda, 1883; Troje paměti Víta Choráze; Lumír, 1899) oraz powieści (Román o věrném přátelství Amise a Amila, 1880; Tři legendy o krucifixu, 1895; Dům u Tonoucí hvězdy, 1896). Jest autorem powieści o artyście wyklętym – Jan Maria Plojhar (1891) – w której zawarł wiele wątków autobiograficznych. Pod koniec wieku zaczął pisać dramaty (Stará historie, 1882; Libušin hněv, 1887; Radúz a Mahulena, czasopismo „Květy” 1896).
Zarówno jego wiersze, jak i proza były przesycone osobliwą liryczno-tajemniczą atmosferą. Pasjonował się twórczością zagranicznych pisarzy i w swoich utworach dawał wyraz rozczarowaniu błahością i codziennością ludzkiego bytu oraz przejawami nacjonalizmu narodowego. Jako idealista czuł się samotny i zawsze tęsknił do miejsc związanych z dzieciństwem. Jego proza podejmowała zazwyczaj temat wyobcowania i tragizmu jednostek kierujących się ideałem i wzorcem życia romantycznego. Głównym, stale powtarzającym się motywem w jego twórczości jest poczucie pełni i wewnętrznego spokoju uzyskiwane w chwili śmierci. Kontrastuje ono z pustką, niepokojem i smutkiem, jakie odczuwają jego przewrażliwieni bohaterowie za życia.
Jego wiersze charakteryzuje subtelność i delikatny liryzm opisu spleenu oraz stanów depresyjnych artysty, mistycyzm, nostalgia, melancholia, zazwyczaj też tragiczne zakończenie. Epickie poematy Zeyera przejawiają skłonność do patetyzmu, zdradzają silne fascynacje antykiem, historią Czech, Rosji, Irlandii oraz Francji. Często spotyka się tam wątki związane z magią, satanizmem i okultyzmem.

### Zeyer w polskim przekładzie
- W Polsce krótkotrwałą popularność zdobył Zeyer wśród drugiego pokolenia Młodej Polski za sprawą rekomendacji Zenona Przesmyckiego oraz jego przekładu i druku na łamach „Chimery”. Zenon Przesmycki przedstawia go jako niewymownego poetę, ostatecznego artystę, bogacza barw, maga nastrojów oraz wskrzesiciela eposu[2]. Szczególny oddźwięk zyskał zwłaszcza poemat filozoficzno-konfesyjny Na Synaj, utrzymany w tonie twórczości takich poetów jak Sully Prudhomme czy Antoni Lange.
- Bajka o Karolu Wielkim (wydana w 1890 roku) z dedykacją dla polskiego pisarza i przyjaciela Bronisława Grabowskiego.